# Mosquée bleue
Pour les articles homonymes, voir Mosquée bleue (homonymie).
La Mosquée bleue ou la mosquée du sultan Ahmet (en turc : Sultan Ahmet Camii ou Sultanahmet Camii) est l'une des mosquées historiques d'Istanbul. Elle est notamment connue pour les céramiques à dominante bleue qui ornent les murs intérieurs, et lui ont valu son nom en Europe.
Elle fut construite entre 1609 et 1616, sous le règne du sultan ottoman Ahmet Ier. Comme beaucoup d'autres mosquées, elle comporte également la tombe du fondateur, une médersa et un hospice. La mosquée Sultanahmet est devenue l'une des attractions touristiques les plus populaires d'Istanbul. 
Elle fut un point de départ du pèlerinage à La Mecque et a le privilège de comporter six minarets : la Mosquée sacrée de La Mecque en comptait autant à l'époque, mais en a depuis reçu un septième.

## Histoire

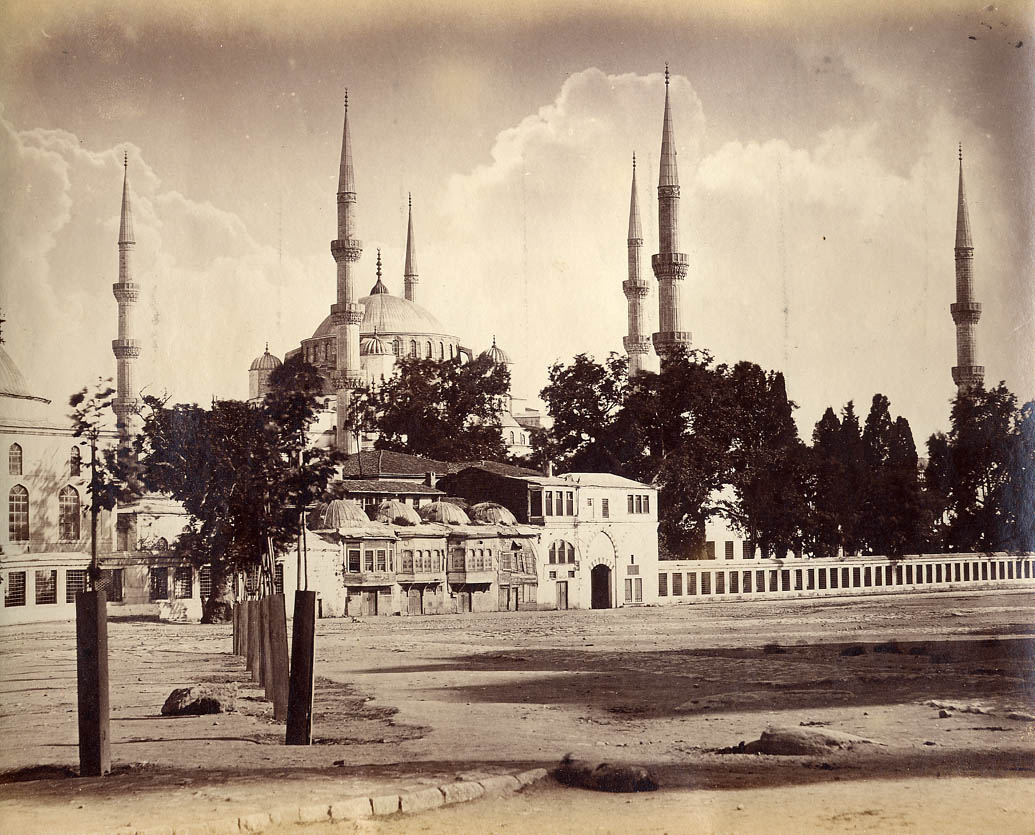
Mosquée bleue. Photographie avant 1895.

Après la paix de Zsitvatorok, signée par Ahmet Ier avec l'archiduc Matthias d'Autriche, qui mettait fin à la guerre avec la Hongrie sans victoire ottomane décisive, le sultan décida de construire une grande mosquée à Istanbul. C'était la première mosquée impériale construite depuis plus de quarante ans. 
Alors que ses prédécesseurs avaient payé pour l'édification des mosquées avec leur butin de guerre, Ahmet Ier dut retirer les fonds du Trésor, provoquant la colère des oulémas. 
La mosquée fut construite sur le site de l'ancien Grand Palais des empereurs byzantins, face à la basilique Ayasofya - Sainte Sophie (à cette époque, la mosquée la plus importante à Constantinople) et à l'hippodrome : ce site était d'une grande signification symbolique. 
Plusieurs palais, déjà construits à la même place, ont dû être achetés (à un prix considérable) et détruits, en particulier le palais de Sokollu Mehmet Pacha, et de grandes parties de la Sphendonè (les tribunes courbes à structure en U de l'hippodrome). 
La construction de la mosquée débuta en août 1609, lorsque le sultan lui-même vint donner le premier coup de pioche. 
Il avait l'intention que le bâtiment devienne la première mosquée de son empire. 
Il nomma pour la construction son architecte royal Sedefhar Mehmet Ağa, un élève et assistant principal du fameux architecte Mimar Sinan. 
L'organisation du travail est décrite dans ses moindres détails en huit volumes, stockés maintenant dans la bibliothèque du palais de Topkapi.
Les cérémonies d'ouverture eurent lieu en 1617 (bien que la porte de la mosquée porte la date de 1616) et le sultan a pu prier dans la loge royale (Hünkâr Mahfil). 
Le bâtiment n'était pas encore terminé à la fin du règne d'Ahmet Ier et les dernières factures ont été signées par son successeur Mustafa Ier. 

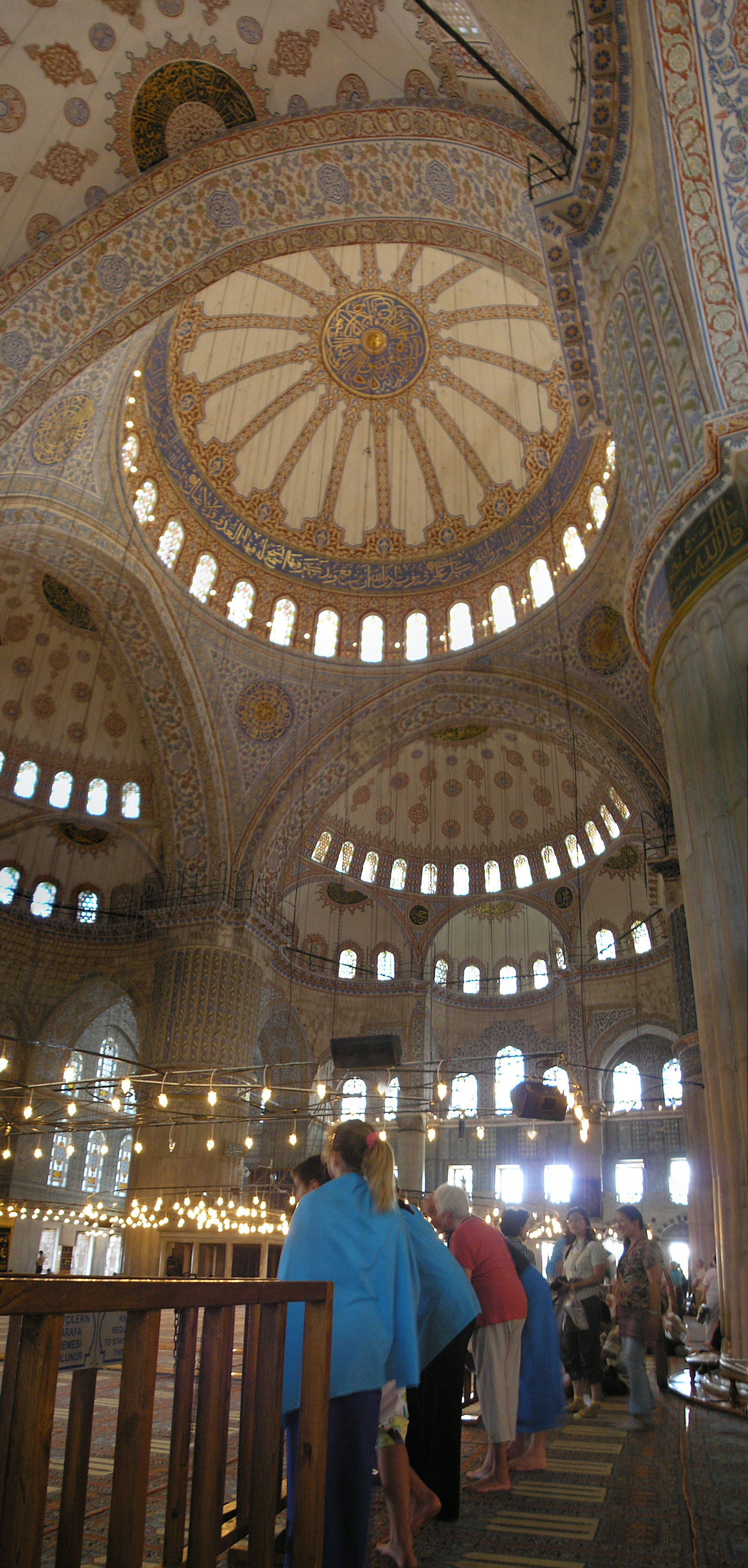
Coupole centrale et décors intérieurs.

La Mosquée bleue s'inscrit dans la politique architecturale d'Ahmet Ier pour rivaliser avec Ayasofya. Il s'agissait de démontrer que les architectes ottomans n'avaient rien à envier à leurs prédécesseurs chrétiens : le plan de la mosquée s'inspire donc de celui de l'église Sainte-Sophie édifiée par Justinien près de mille ans plus tôt, et transformée en mosquée après la prise de Constantinople par les Turcs en 1453. Il s'inspire aussi des édifices construits au siècle précédent par l'architecte Sinan, en particulier de la Mosquée Süleymaniye (mosquée de Soliman le Magnifique) et de la Mosquée Bayezid II (mosquée de Bayezid II), plus directement inspirées par leur modèle byzantin. Sa coupole, en particulier, tente de s'approcher des dimensions de celle d'Ayasofya (23,5 m de diamètre, contre 30 m à Ayasofya, et 27,5 m pour la mosquée de Soliman[réf. nécessaire]).
Cette coupole est soutenue par quatre piliers massifs dits en « pattes d'éléphants » et contrebutée par quatre demi-coupoles. 260 fenêtres inondent l'édifice de lumière. L'intérieur est décoré de 21 043 carreaux de faïence d'Iznik à dominante bleue, d'où la mosquée tire son surnom.
La mosquée a été représentée sur le verso des billets de 500 livres turques de 1953 à 1976.

## Architecture

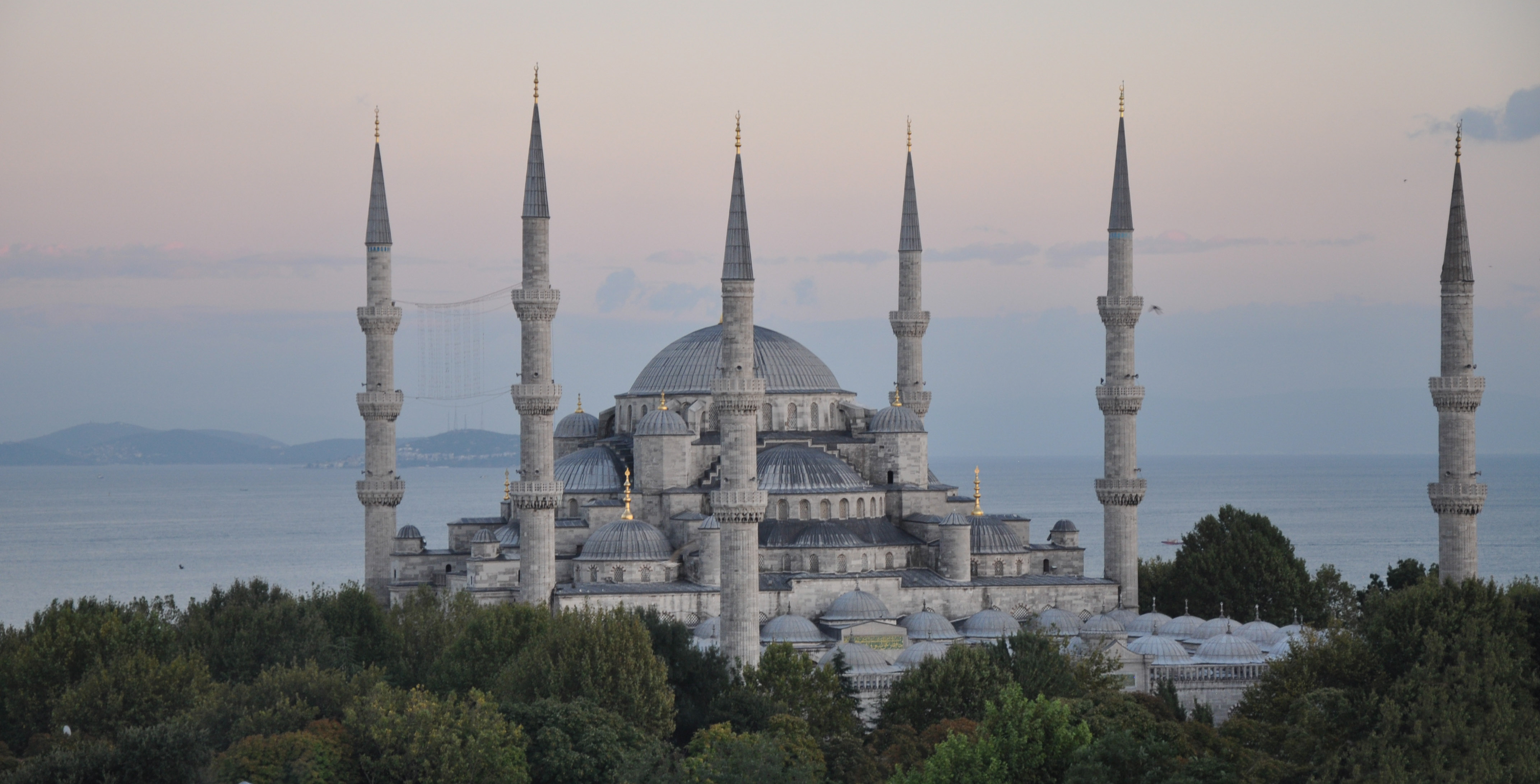
La mosquée vue depuis un espace vert.

La conception de la mosquée Sultanahmet est l'aboutissement de deux siècles de développement à la fois de mosquées ottomanes et d'églises byzantines. 
Elle reprend certains éléments byzantins de la proche Ayasofya (Sainte Sophie) avec une architecture islamique traditionnelle. 
Conçue par l'architecte Sedefhar Mehmet Ağa, la mosquée Sultanahmet est considérée comme le dernier exemple de l'architecture ottomane classique. L'architecte a habilement synthétisé les idées de son maître Mimar Sinan, en visant une taille importante, la majesté et la splendeur, mais l'intérieur n'a pas sa pensée créatrice.

### Extérieur
Sedefhar Mehmet Ağa a utilisé de grandes quantités de matériaux pour la construction, notamment dans la pierre et du marbre, évacuant les fournitures pour d'autres travaux importants. 
L'aménagement de la mosquée est irrégulier, car l'architecte a dû tenir compte des contraintes existantes du site. 
Sa façade majeure siège en tant qu'entrée face à l'hippodrome. 
L'architecte a fondé son plan sur la Mosquée Ṣehzade (1543-1548) à Istanbul, la première grande œuvre d'envergure de Mimar Sinan, avec le même plan en quadrilobe symétrique et la vaste cour. 
La salle de prière est surmontée d'un système ascendant de coupoles et de demi-dômes, chacun soutenu par trois exèdres, culminant avec le large dôme central, qui mesure 23,5 m de diamètre et 43 m de hauteur à son point central. 

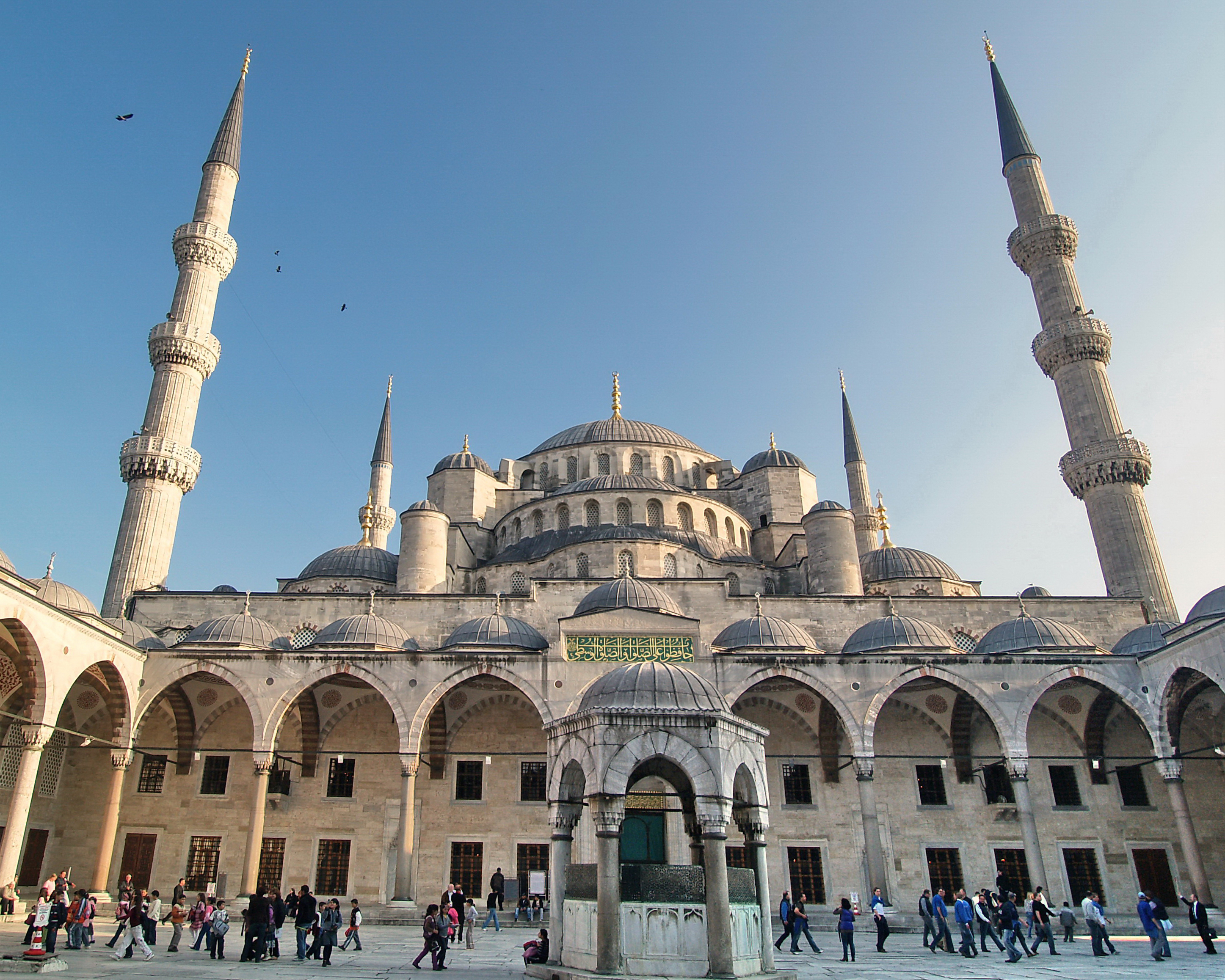
Vue de la cour de la Mosquée bleue

Vu de la cour, le profil de la mosquée devient une succession harmonieuse de coupoles et demi-dômes. L'effet global de l'extérieur sur le visiteur est une harmonie visuelle parfaite qui conduit l'œil jusqu'au sommet de la coupole centrale. 
La façade de la vaste cour a été construite de la même manière que la façade de la mosquée Süleymaniye, à l'exception de l'ajout des tourelles sur les coins des dômes. La cour est à peu près aussi grande que la mosquée elle-même et est entourée par un processus continu, plutôt monotone d'arcades voûtées (revak). Il dispose d'installations sanitaires des deux côtés. 
La fontaine hexagonale centrale est plutôt petite en contraste avec les dimensions de la cour. La porte monumentale, mais étroite vers la cour se distingue par l'architecture de l'arcade. Sa demi-coupole a une structure de stalagmite, couronnée d'un dôme nervuré plutôt petit sur un grand tambour. Une chaîne de fer lourde est suspendue dans la partie supérieure de l'entrée du tribunal sur le côté ouest. 
Seul le sultan était autorisé à entrer dans la cour de la mosquée à cheval. La chaîne était disposée de sorte que le sultan devait baisser la tête chaque fois qu'il entrait dans la cour, afin de ne pas la toucher. Il s'agit d'un geste symbolique, pour assurer l'humilité du sultan face au divin. 

### Intérieur

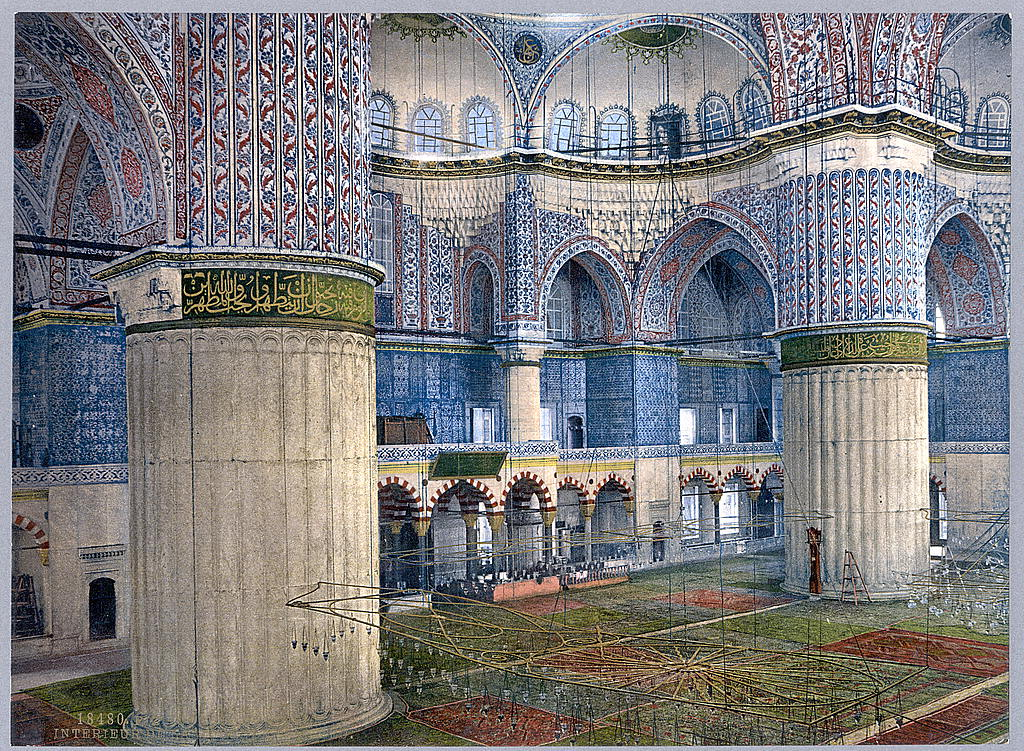
Décor de céramique bleue. Photochrome, vers 1890.

Les coupoles sont soutenues par quatre piliers massifs qui rappellent ceux de la mosquée Selimiye à Edirne, un autre chef-d'œuvre de Sinan. Il est évident que Sedefhar Mehmet Ağa a été timoré en prenant cette marge de sécurité exagérée, en dégradant les proportions élégantes de la coupole par leur taille oppressive.
Ces « pieds d'éléphants » sont composés de multiples rainures de marbre convexes à leur base, tandis que la moitié supérieure est peinte, séparée de la base par une bande d'inscriptions dorées, constituée de textes coraniques ou de noms de califes. 
À ses niveaux inférieurs et à chaque quai, l'intérieur de la mosquée est bordée de plus de 20 000 carreaux de céramique artisanale, faite à Iznik (l'ancienne Nicée) dans plus de cinquante modèles différents. Les carreaux des niveaux inférieurs sont de conception traditionnelle, tandis que ceux de la galerie deviennent flamboyants, avec des images de fleurs, de fruits et de cyprès. Plus de 20 000 carreaux ont été fabriqués sous la supervision du maître potier d'Iznik Kaşıcı Hasan, et Mustafa Mersin Efendi de Avanos (Cappadoce). Toutefois, le prix des carreaux était fixé par décret du sultan, tandis que celui des carrelages au sol a augmenté au fil du temps. En conséquence, les carreaux utilisés plus tard dans la construction étaient de moindre qualité, leurs couleurs ont pâli et changé (le rouge au brun, le vert au bleu, blanc tacheté) et la glaçure s'est émoussée. Les carreaux du mur du balcon arrière sont des remplois du harem du palais de Topkapı, endommagé par un incendie en 1574. Les niveaux supérieurs sont dominés par une peinture bleue de moindre qualité. 
Plus de 200 vitraux avec des motifs complexes laissent passer la lumière naturelle, aujourd'hui aidés par des lustres, où des œufs d'autruche devaient repousser les araignées.
Les décorations comprennent des versets du Coran, dont beaucoup ont été faits par Seyyid Kasim Gubari, considéré comme le plus grand calligraphe de son temps. Les sols sont recouverts de tapis, qui sont donnés par des fidèles et sont régulièrement remplacés dès qu'ils sont usés. Les nombreuses fenêtres spacieuses confèrent une impression d'espace. Les croisées au niveau du sol sont décorées avec l'Opus sectile. 
Chaque exèdre a cinq fenêtres, dont certaines sont aveugles. Chaque demi-coupole possède 14 fenêtres et le dôme central 28 (dont quatre sont aveugles). Le verre de couleur pour les fenêtres a été un don de la Seigneurie de Venise au sultan. La plupart de ces vitraux colorés ont désormais été remplacés par des versions modernes sans quasiment aucune valeur artistique.

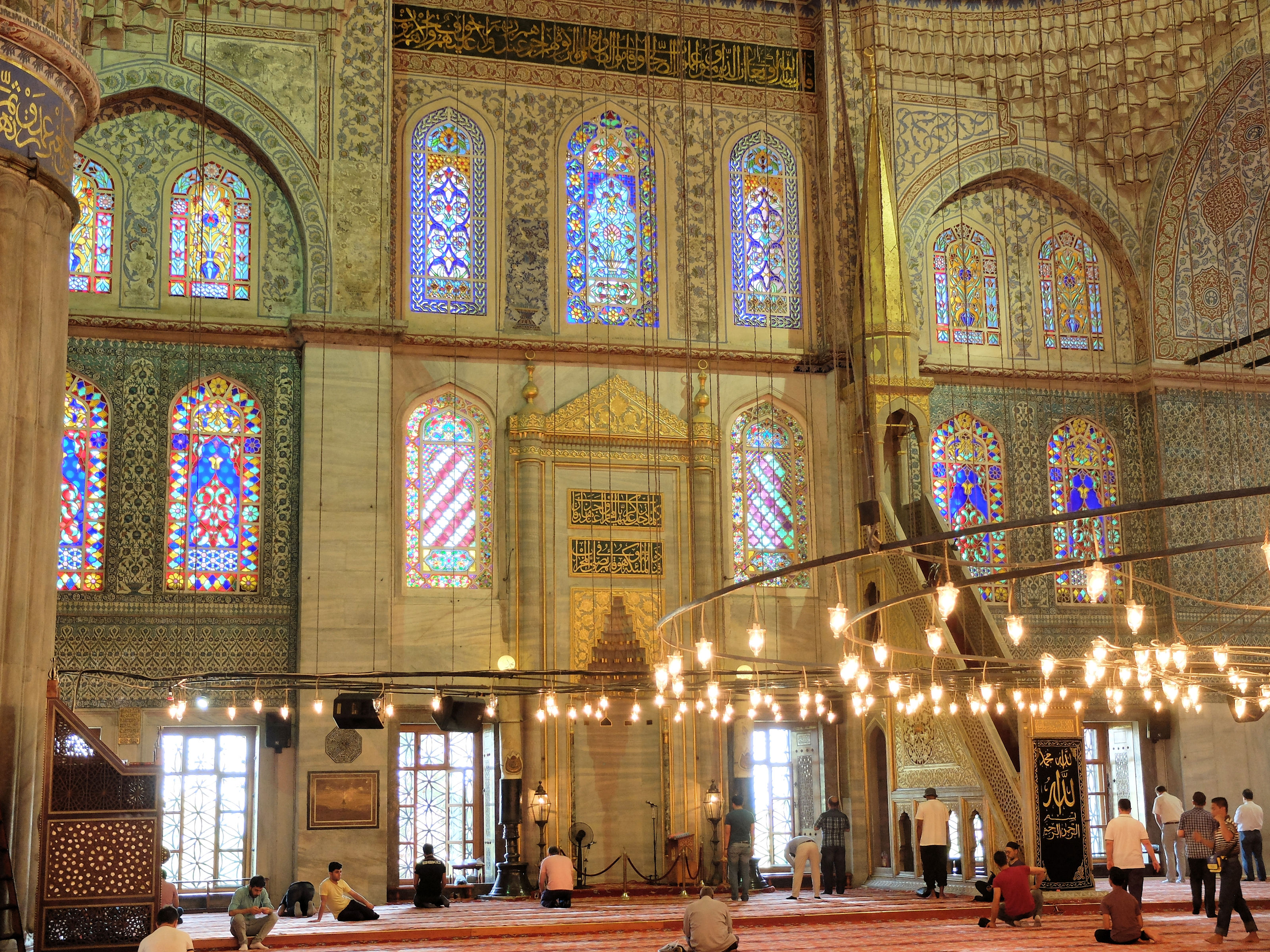
Le mihrab (au centre) et le minbar (à droite).

L'élément le plus important dans l'intérieur de la mosquée est le mihrab, fait de marbre finement sculpté, avec un créneau de stalactites et un panneau double d'inscriptions au-dessus. Les murs adjacents sont recouverts de carreaux de céramique, mais les nombreuses fenêtres autour leur donnent une apparence moins spectaculaire. 
À la droite du mihrab est le minbar ou pupitre, richement décoré, où l'imam se trouve quand il prononce son sermon au moment de la prière de midi le vendredi ou les jours saints. La mosquée a été conçue de sorte que même quand elle est très encombrée, tout le monde à la mosquée puisse voir et entendre l'imam.

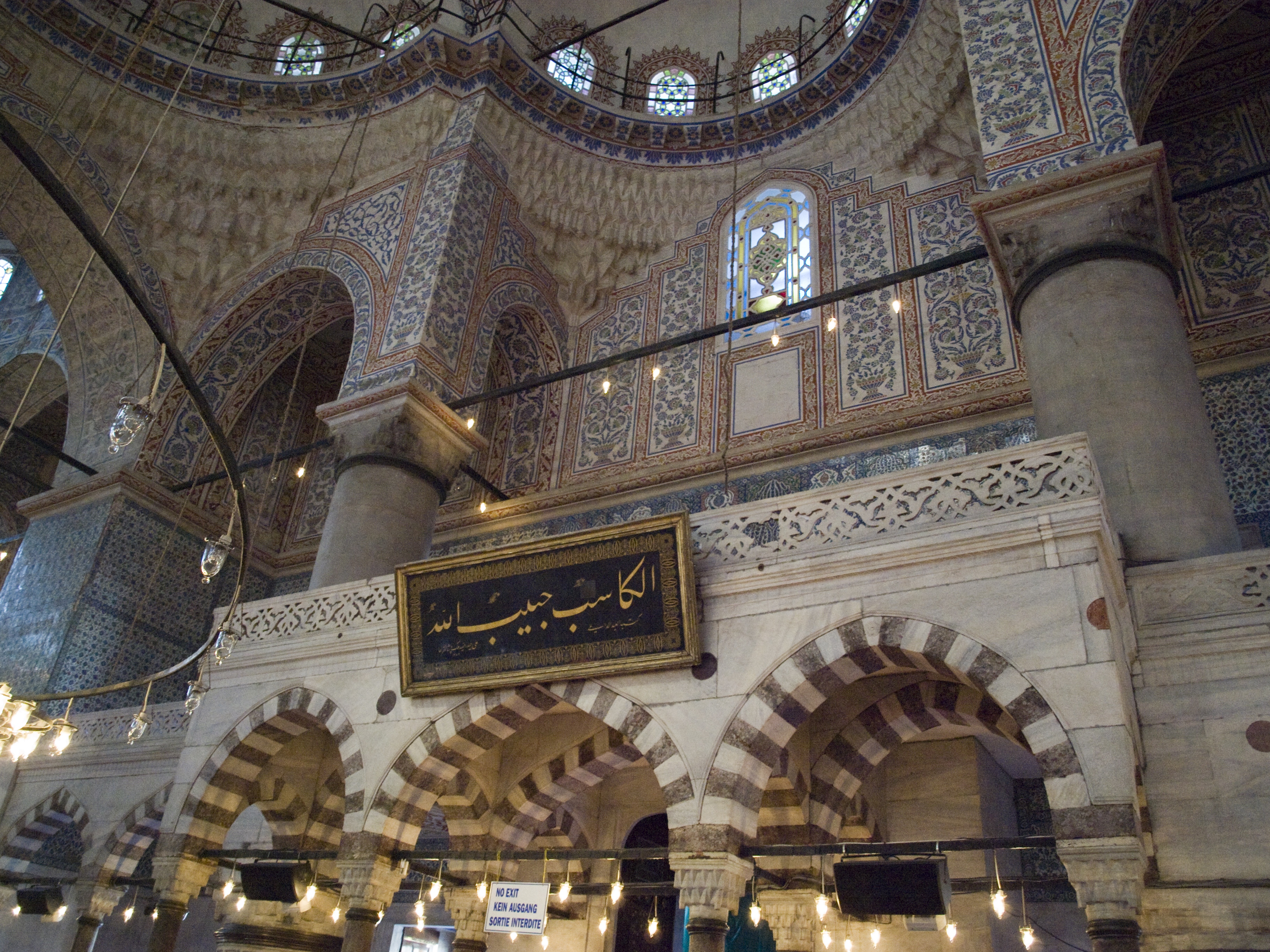
Loge royale.

Le kiosque royal est situé à l'angle sud-est, il comprend une plate-forme, une loggia et deux petites salles. Il donne accès à la loge royale dans le sud-est de la galerie supérieure de la mosquée. Ces chambres sont devenues le siège du grand vizir pendant la répression du corps rebelle janissaire en 1826. La loge royale (Hünkâr Mahfil) est soutenue par dix colonnes de marbre. Elle a ses propres mihrabs, autrefois ornés de jade rose et doré et une centaine de corans sur les lutrins incrustés et dorés.
Le grand nombre de lampes qui éclairent l'intérieur étaient autrefois couvertes d'or et de pierres précieuses. Parmi les bols en verre on pouvait trouver des œufs d'autruche et des boules de cristal. Toutes ces décorations ont été enlevées ou pillées pour les musées.
Les grandes tablettes sur les murs sont gravées avec les noms des califes et des versets du Coran, à l'origine par le grand calligraphe du XVIIe siècle Ametli Kasım Gubarım, mais ils ont souvent été restaurés.

### Minarets

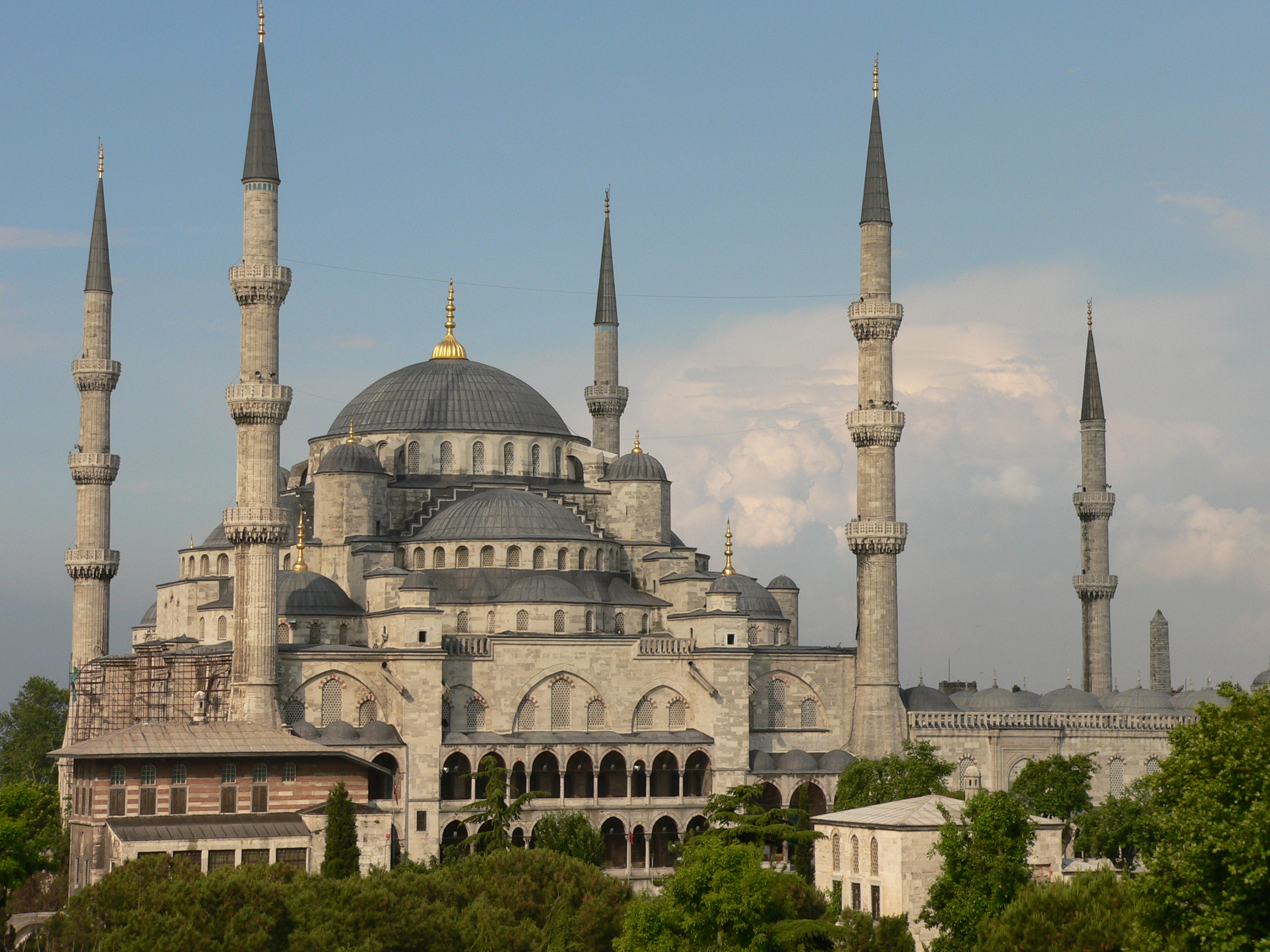
La Mosquée bleue et ses six minarets.

La mosquée Sultanahmet est l'une des deux mosquées de Turquie qui dispose de six minarets, l'autre étant à Adana. Lorsque le nombre des minarets a été révélé, le sultan fut critiqué pour présomption, car il s'agissait, à l'époque, du même nombre qu'à la mosquée sainte de la Ka'ba à La Mecque. Il a surmonté ce problème en payant pour la construction d'un septième minaret pour la mosquée de La Mecque.
Quatre minarets sont aux coins de la mosquée. Chacun est cannelé, les minarets en forme de crayon à trois balcons (şerefe) avec des consoles stalactites, tandis que les deux autres à la fin de l'esplanade n'ont que deux balcons. Jusqu'à récemment, le muezzin ou l'appelant aux prières devait grimper sur un étroit escalier en colimaçon cinq fois par jour pour annoncer l'appel à la prière. Aujourd'hui, un système de sonorisation est utilisé, et l'appel peut être entendu à travers la partie ancienne de la ville, relayé par d'autres mosquées dans les environs. De grandes foules de Turcs et touristes se réunissent au coucher du soleil dans le parc situé devant la mosquée pour entendre l'appel à la prière du soir, au coucher du soleil et la mosquée est brillamment éclairée par des projecteurs colorés.

## Visite du pape Benoît XVI
Le pape Benoît XVI a visité la Mosquée bleue, le 30 novembre 2006, lors de son voyage apostolique en Turquie. C'est la deuxième visite papale de l'histoire dans un lieu de culte musulman, après celle du pape Jean-Paul II, à la grande mosquée de Damas, en 2001.
Le souverain pontife se conforme à la tradition de ses hôtes musulmans : déchaussé, tourné en direction de la Mecque, dans une « prière silencieuse » personnelle, entouré de Mustafa Çağrıcı, mufti d'Istanbul et de Emrullah Hatipoğlu, imam de la Mosquée bleue.
Le souverain pontife augure que la Turquie « sera un pont d'amitié et de collaboration entre l'Orient et l'Occident » et il a remercié le peuple turc pour « la cordialité et la sympathie » qu'il lui a montrées tout au long de son séjour, se sentant « aimé et compris ».